# Wilhelm Albrecht (Jurist)
Wilhelm Albrecht (* 2. April 1880 in Mainz; † 3. Februar 1940 in Berlin-Schöneberg) war ein deutscher Jurist.

## Leben
Er war der Sohn des Oberpostsekretärs Otto Albrecht aus Mainz. Nach dem Besuch des Gymnasiums und dem Studium der Rechtswissenschaften an der Universität Berlin promovierte er zum Dr. jur. und schlug eine Verwaltungslaufbahn ein. Nachdem er als Frontsoldat am Ersten Weltkrieg teilgenommen und in die Verwaltung nach Berlin zurückgekehrt war, wurde er zum Oberregierungsrat befördert. Zuletzt war er Verwaltungsdirektor des preußischen Staatsrates.
Bekanntheit erlangte er als juristischer Schriftsteller zu den Themen Staats- und Verwaltungsrecht. 1939 wird er als Oberregierungsrat a. D. bezeichnet.

## Werke (Auswahl)
- (mit Adalbert Oehler) Allgemeines Verwaltungsrecht und Reichsverwaltungsrecht. Grundriß des privaten und öffentlichen Rechts sowie der Volkswirtschaftslehre. 13. Band, 2. Teil, Leipzig, 1930.
- (mit Wilhelm Stuckart) Neues Staatsrecht. Auch Ergänzungsheft zu Schaeffers Grundriss des Rechts und der Wirtschaft ,13. Band, 1.Teil, 2., durchgesehene Auflage, Leipzig, Verlag W. Kohlhammer, Abteilung Schaeffer, 1935. Erschien 1939 in überarbeiteter Auflage.